# والتر إرليخ
والتر إرليخ (بالألمانية: Walter Ehrlich)‏ هو فيلسوف ألماني، ولد في 16 مايو 1896 في برلين في ألمانيا، وتوفي في 26 ديسمبر 1968 في باد راكاز في سويسرا.